# Kornel Saláta
Kornel Saláta (Kamenica nad Hronom, 24 gennaio 1985) è un calciatore slovacco, difensore o centrocampista dello Štúrovo.

## Carriera

### Nazionale
Viene convocato per gli Europei 2016 in Francia.

## Palmarès

### Club

#### Competizioni nazionali
- Campionato slovacco: 2

Slovan Bratislava: 2010-2011, 2018-2019
- Coppa di Slovacchia: 2

Slovan Bratislava: 2016-2017, 2017-2018